# Андреа Гадальді
Андреа Гадальді (італ. Andrea Gadaldi, 25 серпня 1907, Лено — 16 січня 1993, Брешія) — італійський футболіст, що грав на позиції захисника. По завершенні ігрової кар'єри — тренер.
Виступав, зокрема, за клуби «Брешія» та «Рома».

## Ігрова кар'єра
Народився 25 серпня 1907 року в місті Лено. Вихованець футбольної школи клубу «Брешія». Дорослу футбольну кар'єру розпочав 1925 року в основній команді того ж клубу, в якій провів вісім сезонів, взявши участь у 153 матчах чемпіонату. «Брешія» в той час стабільно виступала у вищому італійському сезоні, а потім у новоствореній Серії А. В 1932 році клуб вилетів у Серію В, але одразу повернувся.
Своєю грою за цю команду привернув увагу представників тренерського штабу клубу «Рома», до складу якого приєднався 1933 року. Відіграв за «вовків» наступні сім сезонів своєї ігрової кар'єри. Більшість часу, проведеного у складі «Роми», був основним гравцем захисту команди. Став одним з улюбленців уболівальників клуб. Відрізнявся від багатьох захисників того часу тим, що діяв досить чисто в обороні, а також тим, що намагався після відбору не просто вибити м'яч уперед, а зіграти точно на партнера. В 1936 році з командою завоював срібні медалі чемпіонату Італії. Перед початком того сезону в клуб прийшли два знаменитих захисники збірної Луїджі Аллеманді і Еральдо Мондзельйо, що могло призвести до проблем з потраплянням у склад для Гадальді. Але перед самим початком сезону клуб несподівано залишили три аргентинці — півзахисник Андрес Станьяро і нападники Енріке Гвайта і Алехандро Скопеллі. Через брак кадрів тренер римлян Луїджі Барбезіно нерідко випускав Гадальді в півзахисті, а деякий час навіть награвав у нападі. Римський клуб до останнього туру боровся за перемогу в чемпіонаті, але в підсумку на одне очко відстав від «Болоньї».
У складі «Роми» двічі виступав у Кубку Мітропи, престижному турнірі для провідних клубів Центральної Європи. В 1935 році римляни у першому матчі 1/8 фіналу переграли «Ференцварош» з рахунком 3:1, але розгромно програли 0:8 у матчі-відповіді. Через рік у 1936 році «Рома» в 1/8 фіналу перемогла віденський «Рапід» (1:3, 5:1), а у 1/4 фіналу поступилась за сумою двох матчів празькій «Спарті» (0:3, 1:1).
У 1937 році «Рома» невдало виступила у чемпіонаті — лише 10-те місце. Краще йшли справи в кубку. Андреа зіграв у фіналі Кубка Італії, де його команда поступилась «Дженова 1893» з рахунком 0:1. Відігравши ще три сезони в основному складі, Гадальді залишив «Рому». 
Завершив ігрову кар'єру в команді «Брешія», у складі якої вже виступав раніше. Повернувся до неї 1940 року, коли клуб виступав у Серії В. Захищав кольори рідної команди до припинення виступів на професійному рівні у 1942.

## Кар'єра тренера
Розпочав тренерську кар'єру, повернувшись до футболу після невеликої перерви, 1947 року, очоливши тренерський штаб клубу «Брешія».
Останнім місцем тренерської роботи був також клуб «Брешія», головним тренером команди якого Андреа Гадальді був з 1960 по 1961 рік.
Помер 16 січня 1993 року на 86-му році життя у місті Брешія.

## Статистика виступів

### Статистика клубних виступів
| Сезон   | Команда  | Чемпіонат | Чемпіонат | Чемпіонат |
| Сезон   | Команда  | Ліга      | Ігор      | Голів     |
| ------- | -------- | --------- | --------- | --------- |
| 1925–26 | «Брешія» | 1Д        | 2         | 0         |
| 1926–27 | «Брешія» | ЧІ        | 2         | 0         |
| 1927–28 | «Брешія» | ЧІ        | 7         | 0         |
| 1928–29 | «Брешія» | ЧІ        | 24        | 0         |
| 1929–30 | «Брешія» | A         | 26        | 1         |
| 1930–31 | «Брешія» | A         | 31        | 0         |
| 1931–32 | «Брешія» | A         | 34        | 0         |
| 1932–33 | «Брешія» | B         | 27        | 0         |
| 1933–34 | «Рома»   | A         | 14        | 0         |
| 1934–35 | «Рома»   | A         | 30        | 0         |
| 1935–36 | «Рома»   | A         | 21        | 1         |
| 1936–37 | «Рома»   | A         | 29        | 2         |
| 1937–38 | «Рома»   | A         | 30        | 0         |
| 1938–39 | «Рома»   | A         | 28        | 0         |
| 1939–40 | «Рома»   | A         | 27        | 0         |
| 1940–41 | «Брешія» | B         | 31        | 1         |
| 1941–42 | «Брешія» | B         | 20        | 0         |

### Статистика виступів у кубку Мітропи
| №                      | Розіграш               | Стадія                 | Дата та місце проведення | Команда 1              | Рахунок                                             | Команда 2      | Голи та інші дії |
| ---------------------- | ---------------------- | ---------------------- | ------------------------ | ---------------------- | --------------------------------------------------- | -------------- | ---------------- |
| 1                      | 1935                   | 1/8                    | 16.06.1935, Рим          | Рома                   | 3:1 [Архівовано 16 січня 2021 у Wayback Machine.]   | Ференцварош    |                  |
| 2                      | 1935                   | 1/8                    | 22.06.1935, Будапешт     | Ференцварош            | 8:0 [Архівовано 21 січня 2021 у Wayback Machine.]   | Рома           |                  |
| 3                      | 1936                   | 1/8                    | 21.06.1936, Відень       | Рапід (Відень)         | 3:1 [Архівовано 22 березня 2017 у Wayback Machine.] | Рома           |                  |
| 4                      | 1936                   | 1/8                    | 28.06.1936, Рим          | Рома                   | 5:1 [Архівовано 21 січня 2021 у Wayback Machine.]   | Рапід (Відень) |                  |
| 5                      | 1936                   | 1/4                    | 4.07.1936, Прага         | Спарта (Прага)         | 3:0 [Архівовано 22 січня 2021 у Wayback Machine.]   | Рома           |                  |
| Всього в Кубку Мітропи | Всього в Кубку Мітропи | Всього в Кубку Мітропи | Всього в Кубку Мітропи   | Всього в Кубку Мітропи | 5                                                   |                | 0                |

## Титули і досягнення
- Срібний призер Серії А (1):

«Рома»: 1935–1936
- Фіналіст Кубка Італії (1):

«Рома»: 1936–1937